# КК Дзукија
КК Дзукија (литв. Krepšinio klubas Dzūkija) био је литвански кошаркашки клуб из Алитуса. 

## Историја
Клуб је основан 2012. године. Од 2013. такмичи се у Литванској кошаркашкој лиги.